# Гарашанин
Гарашани, пореклом Бошковићи из Бјелопавлића, воде порекло од кнеза Вукашина Бошковића (крај XVII века) чији праунук Милутин Савић Гарашанин је узео презиме Гарашанин по Гарашима у јасеничкој кнежини крагујевачке нахије, где је живела његова породица након доласка у Србију средином XVIII века . Из породице Гарашанин су два председника министарског савета (владе) Србије Илија Гарашанин и његов син Милутин Гарашанин.

## Порекло
Породица Гарашанин води порекло од Бошковића из Бјелопавлића . Њихов родоначелник кнез Вукашин Бошковић (крај XVII века).  имао је унука Саву Бошковића који је средином XVIII века дошао у Србију у Гараше у јасеничку кнежину крагујевачке нахије. Према мишљењу Милутина Гарашанина могуће је да је Сава „Савиша“ Бошковић оснивач села Гараши, које је могло да добије име по планини Гарач, изнад Орје Луке у Бјелопавлићима, где су Бошковићи живели пре оснивања Орје Луке. Бошковићи су из Орје Луке, али су у време кнеза Вукашина Бошковића, још увек живели у бјелопавлићким брдима, да би Орју Луку основали касније крајем XVIII века. Отприлике у исто време основане су четири гране Бошковића. Бошковићи су породично били кнезови, главари, сердари и сенатори Бјелопавлића. Почетком XIX века главари су били из гране Бошковића Сердаревићи (Михајловићи), а касније искључиво од гране Бошковића Кезуновићи, који су у сродству са Петровић-Његошима. Од Кезуновића је, између осталих, познати бригадир Блажо Бошковић, који је руководио заузимањем Скадра 1912. Крсна слава свих Бјелопавлића је Света Петка. Гарашанини су славили Светог Николу, a кнез Милош, који је такође славио Светог Николу, имао је обичај да се Хаџи-Милутину Гарашанину због исте славе обраћа са „рођаче“

### Сродство
Породица Гарашанин у сродству је са Бошковићима из Бјелопавлића, Ломама, Момировићима, Радојловићима, Жујовићима, Данићима, Анастасијевићима, Чарнојевићима, Мариновићима, Дамњановићима, Карађорђевићима и др.

## Знаменити Савићи-Милутиновићи из Гараша - Гарашани

### Кнез Сава (Савиша) Бошковић
Кнез Сава (Савиша) Бошковић дошао из Бјелопавлића у Шумадију.

### Хаџи-Милутин Савић Гарашанин
Хаџи-Милутин Савић Гарашанин ., члан државног савета, обор-кнез јасенички, кнез у Гарашиима, рођен је у Гарашима 1762, јасеничка кнежина крагујевачке нахије, као син Саве Бошковића, а праунук кнеза Вукашина Бошковића од Бошковића из Бјелопавлића. Под командом мајора Михаила Михаљевића учествовао је у фрајкору у Кочиној крајини у истој јединици у којој су били Алекса Ненадовић, Јанко Гагић, Станко Арамбашић, Јован Брановачки, Радич Петровић и Карађорђе. Учествовао је у Првом и Другом српском устанку, био је на хаџилуку у Јерусалину у Светој земљи. Рањен у бици на Дубљу 1815. Преселио се из Гараша у Гроцку 1816, где му је књаз Милош додело имање. Имао је 80 година када су га у Барајеву убили катани 1842. пошто је кренуо да се придружи Вучићевој побуни против кнеза Михаила. Забележено је да се бранио од потере, да је имао седам рана телу Три дана касније катани су убили и његовог сина Луку Гарашанина у Гроцкој, код породичне куће. Син Михаило успео је да се избави од потере, док је син Илија Гарашанин, као бивши заповеник војске Србије и противник кнеза Михаила, био већ од 1840. у изгнанству у Цариграду.
Хаџи Милутин Савић био је ожењен Пауном Лома, сестром војводе Арсенија Ломе из Драгоља, Рудничка нахија. Имали су три сина Михајла, Луку и Илију и две кћерке. Лука Гарашанин био је управник царине, трговац, а Михајло Гарашанин државни саветник, такође трговац.

### Пуковник Илија Гарашанин
Пуковник Илија Гарашанин председник 10. и 18. владе Србије, министар унутрашњих послова, пуковник и командант војске која је била тада у саставу МУП (у 25. години живота), са Софијом Данић (1820-1894 ), кћерком Ристе Данића и Наумке кћерке обор-кнеза пожаревачке кнежине Момира Протића из Лучице и сестре војводе пожаревачке кнежине Иве Момировића, имао је синове Милутина Гарашанина председника 34. владе Србије, пуковника војске Краљевине Србије, и Светозара Гарашанина, такокђе официра, који је рањен приликом атентата на кнеза Михаила. Млађа сестра Софије Гарашанин, рођ. Данић, Јелена (1825-1875 ) била је удата за Младена Жујовића.

### Пуковник Милутин Гарашанин
Пуковник Милутин Гарашанин, председник 34. владе Србије, који је завршио Војну академију у Мецу, је са супругом Јулијаном Јулком, рођ. Марковић имао синове Војислава и Владимира и кћерку Оливеру.
Јулка Гарашанин, рођ. Марковић кћерка је Јована Марковића Шапчанина (1821-7. септембар 1879) родом из Грушића, извесно из породице Марковић из Грушића, и сестре мануфактуристе Петра Р. Милушића. У Београд је прешао из Шапца око 1846. године. У Београду је имао колонијалну радњу на велико (Код Плаве звезде). Био је редовни члан Одбора трговачко-занатлијског, потпредседник Београдског кредитног завода, члан управе Главног трговачко-занатлијског одбора и одборник Београдске општине. Јулка је имала браћу Војислава и Тихомира.
Син Јована Марковића, брат Јулке Гарашанин, је Војислав Марковић (дипломирао права у Паризу), дипломата ожењен Ружицом из породице Симић, чији отац је Ђорђе Симић, председник владе, министар, дипломата.
Имали су синове инж. Синишу Марковића и Јована Марковића и кћерку Софију удату за инж. Жику Николића.
Син Јована Марковића, други брат Јулке Гарашанин, Тихомир Марковић (1850-1921), гувернер Народне банке, је завршио права у Београду и Минхену. Водио је породичне послове и био је и адвокат. Био је председник Београдске трговачке омладине. Био је ожењен кћерком Ђорђа Бибе (која је имала и браћу Димитрија и Алексу Бибу. Живо је у ул. Змаја од Ноћаја, на Дорћолу. Имали су два сина Јована и Милутина и кћерке Јелицу (удату за правника Јездимира Ђокића) и Милену (удату за адвоката Владимира Лацковића). Јован Марковић је завршио права у Паризу и ступио у дипломатију, одликован Орденом легије части. Касније је био директор Београдског кредитног завода. Ожењен је био Милицом Секом, из породице Баба-Дудић, кћерком генерала Јована Бели-Mарковића. Имали су синове др Тихомиља Марковића, економисту, Милоша Марковића, чиновника Народне банке и кћерку Даницу удату за мајора Душана Протића.
Милутнин Марковић, син Тихомиров, генерали конзул, био је ожењен кћерком Андрије Куманудија.

### Поручник Војислав М. Гарашанин
Поручник Војислав М. Гарашанин, родио се у Паризу, где је завршио основну школу и гимназију, да би се у Београду 1910. уписао на Војну академију. Као наредник-питомац Војне академије учествовао је у Првом балканском рату, а као потпоручник у Другом балканском рату, у ком је био рањен. У Првом светском рату рањен у обе руке наставио је да командује својом четом на Иверку, где је погинуо 6/19. августа 1914. У писму рођаку Радоју П. Радојловићу, неколико дана пред објаву рата описао је свечаност одликовања заставе његовог пука орденом Карађорђеве звезде са мачевима: „Чинило ми се да нам се сваком посебице и свима скупа исплаћују труд, пажња, губитак, брига и да се црвеном траком високог одликовања, сва проливена крв диже и освећује до степена божанскога венца којим се увија копље заставе, то знамење Отаџбине, како би тај венац служио за пример и полет будућим покољењима. А можеш мислити како сам се гордо осећао кад сам се сетио да је та црвена трака наше пуковске тековине упила неколико капи моје крви - и та помисао ме је учинила бескрајно срећним и задовољним, утолико пре што сам осећао као жеђ да још више, још потпуније за свој пук дам“ .

### Др Владимир Гарашанин
Др Владимир Гарашанин, правник, резервни официр, учесник Кумановске битке и Првог светског рата био је ожењен (6/19 новембра 1911 у манастиру Крушедол) Вукосавом Поповић, кћерком др Милутина Поповића и Анке Терзибашић, сестричином Алексе Спасића, министра.
Спасића из Смедерева су породица пуковника Татар-Јованче Спасића, сарадника књаз Милоша чији унук је др Мика Поповић, министар. Од Спасића из Смедерева је био Алекса Спасић, министар, члан Напредне странке, економиста, ожењен удовицом грофа Петра Чарнојевића, Ружом Чарнојевић, кћерком капетан Мише Анастасијевића. Алексе Спасића сестричине биле су удате за пуковника Војислава Блазнавца, Терзибашића, председника владе Михаила Мишу Вујића, Владимира Гарашанина, генерала Миливоја Зечевића и др.
Мајка Спасића ожењеног кћерком Лазара Арсенијевића Баталаке била је из свештеничке породице Мајсторовић из Азање. (Из те породице је Мајсторовић, антиобреновићевац). Њихове кћерке биле су удате за пуковника Косту Бучовића (њихова кћерка Стана Жујовић, дворска дама жена је проф. др Јована Жујовића), А. Симоновића, коморника краљице Наталије, сина проф. др Платона Симоновића, Србина проф. универзитета у Русији и Никифора Јовановића Велеслију, чији син је др Буда Јовановић, министар .
Владимир Гарашанин имао је сина академика Милутина Гарашанина, познатог археолога, ожењеног Драгом Гарашанин, такође археологом.
О Владимиру Гарашанину остало је забележено: „Владимир Гарашанин, добар резервни официр и отмен човек, који је по кући носио један шињел изрешетан на Куманову, а који је био жива политичка историја за стогодишњи период од 1842. до 1941. Негде пред 1930. он је покушао да оживи „чисту“ напредњачку странку, али у томе није успео".

### Академик Милутин Гарашанин
Милутин Гарашанин (Београд 11. септембар 1920—Београд 4. април 2002), српски археолог и академик. Дипломирао је 1946. на Филозофском факултету, на групи за Класичну филологију са археологијом. Докторирао је 1950. године на Филозофском факултету у Љубљани. За дописног члана САНУ изабран је 1963, а за редовног 1976.
Његове кћерке Јулија и близнакиње Софија и Оливера задржале су презиме Гарашанин. И њихова деца су, уз очева презимена, додала Гарашанин да би се сачувало презиме.

### Василије Гарашанин
Василије Гарашанин, братанац Илије Гарашанина био је ожењен једном од кћерки капетан Мише Анастасијевића, a пашенози су му били Ђорђе Карађорђевић (ађутант), најстарији Карађорев унук, Арсеније пл. Чарнојевић, Радован Дамњановић, министар и државни саветник и Јован Мариновић, министар.
На месту где је била породична кућа Гарашанина у Гроцкој постављена је спомен-бисти Илије Гарашанина, рад Николе Јанковића, која је постављена 2003. године. И месна основна школа и библиотека однедавно носе његово име. У Београду, испод Ташмајдана, некадашња Улица Георги Димитрова сад је Улица Илије Гарашанина (од 1994. године), а у Раковици једна од улица носи име његовог сина Милутина.

## Породичне куће и имања
Гарашани су имали кућу у Кнез Михајловој улици, као и стару кућу и имање у Гроцкој. Њихова породична кућа налазаила се до Другог светског рата у Крунској улици.

## Збирка породице Гарашанин у Удружењу „Адлигат”
Удружење за културу, уметност и међународну сарадњу „Адлигат” формирало је 2017. године породичну збирку Гарашанина у оквиру Музеја српске књижевности. Збирка садржи значајан део архиве породице Гарашанин у којој се могу пронаћи документа, странице са белешкама Илије Гарашанина, писма Миленка Веснића, Павла Васића, мноштво фотографија, старе визит карте, обимна и разнолика документација, укључујући рукопис књиге и десетак писама Милутина Гарашанина, од којих је веома значајно строго поверљиво писмо упућено Лазару Ђокићу, начелнику округа ваљевског. Писмо говори о промени власти у Бугарској и о покушајима Русије да прошири свој утицај на Балкану. У архиви су и писма министра пољопривреде Симе Лозанића о томе како да Србија избегне аустријски ембарго на извоз свиња.
У збирци породице Гарашанин налази се и велика француска енциклопедија у 20 томова, коју је Милутин Гарашанин држао у својој канцеларији у време док је био председник владе.
Значајан део архиве Удруђењу је поклонио књижевник Горан Недељковић, између осталог и збирку дописница из архиве Милутина Гарашанина и збирку фотографија са потписима модерних европских политичара.